# Сеитов, Зубайра
Зубайра Сеитов (7 ноября 1904, аул № 3 (Ортау-Копсай), Атасуйская волость, Акмолинский уезд, Акмолинская область, Российская империя — 1980) — советский государственный деятель, председатель Карагандинского облисполкома (1938—1939). Член КПСС.

## Биография
Родился 7 ноября 1904 года в ауле № 3 Атасуйской волости Акмолинского уезда (ныне — Жанааркинский район Карагандинской области Казахстана) многодетной бедняцкой семье. В юности работал батраком.
После установления советский власти работал в системе «Каздорстрой» — рабочим, бригадиром, заместителем начальника управления. Участвовал в строительстве дороги дорогу Бурабай — Акмола и железной магистрали Акмола — Караганда.
В 1937 году был утверждён секретарём партийного комитета железнодорожного узла Агадырь.
В 1938—1939 годах — председатель исполнительного комитета Карагандинского областного совета. На этом посту выступил организатором строительства железной дороги Жарык — Джезказган, которая объединила в единый промышленный комплекс важнейшие промышленные центры. Также был утверждён генеральный план Караганды. В 1940 году поступил в Высшую партийную школу при ЦК ВКП (б).
С началом Великой Отечественной войны был направлен в Московскую военно-политическую академию имени В. И. Ленина, а затем на фронт. Служил в составе 3-й гвардейской мотострелковой бригады Кантемировской дивизии, затем — заместителем командира артиллерийского дивизиона по политчасти, участвовал в боях за освобождение Украины, Польши, городов Житомира, Шепетовки, Тернополя, проявил стойкость и отвагу во время прорыва обороны немцев в Львовском направлении, взятии Дембицы, Кракова, Дрездена, Берлина. Демобилизовался в звании гвардии майора в 1946 году.
В послевоенные годы являлся первым секретарём Акмолинского городского комитета ВКП(б), заместителем начальника угольных разрезов № 4 и № 5.
С 1962 году до конца жизни являлся помощником начальника Куучекинского угольного разреза.
Умер в 1980 году.

## Награды и звания
Награждён орденами Красной Звезды и Отечественной войны І и ІІ степени, медалями, в том числе знаком «Шахтерская слава», медалью «За доблестный труд».